# Stéphane Martine
Stéphane Martine (Saint-Laurent-du-Maroni, 5 maart 1978) is een voetballer uit Frankrijk, die werd geboren in Frans Guyana. Hij speelt voor Racing FC Union Luxemburg. Martine werd in 2005 als speler van F91 Dudelange gekozen tot Luxemburgs voetballer van het jaar.

## Clubcarrière

### Erelijst
- Luxemburgs landskampioen

2005, 2006, 2007
- Beker van Luxemburg

2004, 2006, 2007
- Luxemburgs voetballer van het jaar

2005